# Guglielmo I. Sanudo

Znak Vévodství Naxos

Guglielmo I. Sanudo (zemřel 1323) byl čtvrtým vévodou z Naxu. Vládl od roku 1303 až do své smrti, kdy ho na trůnu vystřídal jeho syn Niccolò I.

Mapa Vévodství Naxos